# 有本正直
有本 正直（ありもと まさなお、1966年10月27日 - ）は、日本のゲームクリエイター。和歌山県出身。任天堂情報開発本部制作部所属。

## 人物
主に『スーパーマリオシリーズ』や『ゼルダの伝説シリーズ』など数多くの任天堂ソフトのグラフィックデザインおよびキャラクターデザインを手がけている。愛称はありお。

## 作品
- ディスクシステム
  - ふぁみこんむかし話 遊遊記 前編 （1989年10月14日）
  - ふぁみこんむかし話 遊遊記 後編 （1989年11月14日）
- スーパーファミコン
  - F-ZERO（1990年11月21日）
  - ゼルダの伝説 神々のトライフォース（1991年11月21日）
- ゲームボーイ
  - ゼルダの伝説 夢を見る島（1993年6月6日）
- NINTENDO 64
  - スーパーマリオ64（1996年6月23日）
  - マリオカート64（1996年12月14日）
  - ヨッシーストーリー（1997年12月21日）
  - F-ZERO X（1998年7月14日）
  - ポケモンスタジアム（1998年8月1日）
  - ポケモンスタジアム2（1999年4月30日）
- ニンテンドー ゲームキューブ
  - どうぶつの森+（2001年12月14日）
  - ゼルダの伝説 風のタクト（2002年12月13日）
  - ゼルダの伝説 4つの剣+（2004年3月18日）
- ニンテンドーDS
  - キャッチ!タッチ!ヨッシー!（2005年1月27日）
  - New スーパーマリオブラザーズ（2006年5月27日）
- Wii
  - Wiiでやわらかあたま塾（2007年4月26日）
  - Wiiであそぶ ピクミン（2008年12月25日）
  - Wiiであそぶ ピクミン2（2009年3月12日）
  - New スーパーマリオブラザーズ Wii（2009年12月3日）
- ニンテンドー3DS
  - スティールダイバー（2011年5月12日）
- Wii U
  - New スーパーマリオブラザーズ U（2012年12月8日）
  - ゼルダの伝説 風のタクト HD（2013年9月26日）[1]
  - スーパーマリオメーカー（2015年9月10日）[2]